# Chiesa cattolica a Saint Kitts e Nevis
La Chiesa cattolica a Saint Kitts e Nevis è parte della Chiesa cattolica in comunione con il vescovo di Roma, il papa.

## Storia e organizzazione ecclesiastica
Lo stato di Saint Kitts e Nevis comprende le due isole di Saint Kitts e di Nevis. Il cattolicesimo iniziò a fiorire sull'isola di Saint Kitts nel corso dell'Ottocento grazie soprattutto ad immigrati portoghesi ed irlandesi. Nel 1858 fu nominato il primo parroco, il sacerdote Phillip Lynch.
Oggi i cattolici di Saint Kitts e Nevis appartengono alla diocesi di Saint John's-Basseterre, che ha la sua sede nella città di Saint John's sull'isola di Antigua. A Basseterre, capitale di Saint Kitts e Nevis, si trova la concattedrale dell'Immacolata Concezione di Maria Vergine, costruita nel 1856, e ricostruita negli anni 1927-1928. In Saint Kitts esistono altre due parrocchie, la Sacra Famiglia e il Sacro Cuore. Nell'isola di Nevis si trova la parrocchia di Santa Teresa. In totale, sono 4 le parrocchie cattoliche presenti nello stato insulare.

## Nunziatura apostolica
La nunziatura apostolica di Saint Kitts e Nevis è stata istituita il 19 luglio 1999, separandola dalla delegazione apostolica nelle Antille. Il nunzio risiede a Port of Spain, in Trinidad e Tobago.

### Nunzi apostolici
- Eugenio Sbarbaro (23 ottobre 1999 - 26 aprile 2000 nominato nunzio apostolico in Serbia e Montenegro)
- Emil Paul Tscherrig (1º giugno 2001 - 22 maggio 2004 nominato nunzio apostolico in Corea)
- Thomas Edward Gullickson (2 ottobre 2004 - 21 maggio 2011 nominato nunzio apostolico in Ucraina)
- Nicola Girasoli (29 ottobre 2011 - 16 giugno 2017 nominato nunzio apostolico in Perù)
- Fortunatus Nwachukwu (4 novembre 2017 - 17 dicembre 2021 nominato osservatore permanente della Santa Sede presso l'Ufficio delle Nazioni Unite ed Istituzioni specializzate a Ginevra e l'Organizzazione mondiale del commercio e rappresentante della Santa Sede presso l'Organizzazione internazionale per le migrazioni)
- Santiago De Wit Guzmán, dal 30 luglio 2022